# سيرينا سكوت توماس
سيرينا سكوت توماس (بالإنجليزية: Serena Scott Thomas)‏ هي ممثلة بريطانية، ولدت في 21 سبتمبر 1961 في المملكة المتحدة.

## أعمال

### أفلام
- (1999) العالم ليس كافيا[5][6]
- (2005) رهينة[7]
- (2014) خطيئة متأصلة[8]

## وصلات خارجية
- سيرينا سكوت توماس على موقع IMDb (الإنجليزية)
- سيرينا سكوت توماس على موقع ألو سيني (الفرنسية)
- سيرينا سكوت توماس على موقع ميوزك برينز (الإنجليزية)
- سيرينا سكوت توماس على موقع أول موفي (الإنجليزية)
- سيرينا سكوت توماس على موقع قاعدة بيانات الأفلام السويدية (السويدية)
- سيرينا سكوت توماس على موقع قاعدة بيانات الفيلم (الإنجليزية)
- سيرينا سكوت توماس على موقع كينوبويسك (الروسية)